# 霍拉內冰原島峰
71°58′S 0°29′E / 71.967°S 0.483°E
霍拉內冰原島峰，是南極洲的冰原島峰，位於毛德皇后地的瑪塔公主海岸，處於斯維爾德魯普山脈北端以西40公里，挪威製圖師根據探險隊的測量和空中照片繪入地圖，現時由南極條約體系管理。